# Gens Flàvia
La gens Flàvia (en llatí Flavia gens) va ser una gens romana d'origen plebeu que es remunta al segle iii aC. Sembla que eren d'origen sabí probablement emparentats amb els Flavii de Reate que apareixen en aquesta ciutat en el segle i i als quals pertanyia l'emperador Vespasià. També apareixen Flavis a Etrúria i Lucània. Avançat l'imperi, el nom de Flavi s'heretava d'un emperador a l'altre a partir de Constanci Clor. La gens Flàvia del període republicà van usar els cognoms Fimbria, Gallus i Pusió. A partir de la dinastia Flàvia, la xifra de Flavis va créixer a causa de la gran quantitat de lliberts, els quals van adoptar el nom del seu antic amo.
A finals de l'imperi hi havia una immensa quantitat de persones amb el nom Flavius que podrien no ser descendents de la gens, ja que en aquell temps la distinció entre nomina i cognomina s'havia perdut. Davant la impossibilitat de determinar si eren o no de la gens, també s'han inclòs en el llistat d'aquest article.

## Orígens
Sembla que els Flavis eren d'origen sabí i que podrien estar connectats amb els Flavis que vivien a Reate al segle i, dels quals descendia l'emperador Vespasià. Però el nom Flavius també apareix en altres cultures italianes, com ara a Etrúria i a Lucania. El nom de la família deriva de la paraula flavus, que se servia per designar un color entre daurat i bronze o marró, probablement va sorgir per a referir-se als cabells del primer membre de la família. Flavus era també un sobrenom que es troba en diverses gentes.
Hi ha noms en les actuals llegües romàniques que tenen noms amb el mateix origen : en italià i en castellà Flavio (fem. Flavia), en francès Flavien (fem. Flavie), en portuguès Flávio (fem. Flávia) i en romanès Flavius o Flaviu (fem. Flavia).

## Praenomina usats per la gens Flàvia
Els primers Flavis feien servir els praenomen: Marcus (relacionat amb el nom del déu Mart), Gaius («el qui gaudeix»), Quintus (alguns autors pensen que podria significar «el cinquè fill», mentre altres creuen que podria voler dir «nascut el cinquè mes») i Lucius («il·luminat»). D'aquests el de Gaius és l'únic conegut pels membres de la branca Fimbriae. En nom de Gnaeus(que significava «nascut amb na marca distintiva») es troba una sola vegada; mentre que els Flavi sabins només feien servir el praenomen Titus(que es creu podria ser un nom d'origen oscà). i distingien els seus fills amb un sobrenom que generalment quan es tractava dels menors era un sobrenom relacionat amb la família materna.

## Branques de la gens Flàvia
Durant l'època republicana van haver quatre cognomen dins la gens Flavia: Fimbria, Gallus, Lucanus i Pusio, però només els Fimbria van ser una branca separada.
Durant l'imperi una família va destacar, els Flavii Sabini. Eren descendents de Tit Flavi Petró, un soldat procedent de Reate, el qual va lluitar per Gneu Pompeu Magne i en dues generacions s'havien guanyat el respecte dels seus conciutadans de manera que dos dels seus nets van ser cònsols en anys consecutius el 51 i el 52; el més jove d'aquests es va adreçar cap a Roma al cap d'un exèrcit l'any dels quatre emperadors (l'any 69) i va reclamar la dignitat imperial passant a la història amb el nom de Vespasià. No obstant, en menys de trenta anys el prestigi d'aquesta família va decaure, en gran part degut als actes del seu fill, l'emperador Domicià.
Els Flavii Titiani podrien ser descendents dels Flavii Sabini des del cònsol Titus Flavius Clemens, un nebot de Vespasià; el primer membre d'aquesta branca, Titus Flavius Titianus, qui va ser governador d'Egipte entre el 126 i el 133, potser fos fill seu.

## Membres destacats
- Marcus Flavius, tribú de la plebs del 327 al 323 aC.[8][9]
- Gnaeus Flavius, fill d'un llibert, va ser secretari d'Appius Claudius Caecus i edil el 304 aC.
- Flavius Lucanus, que va lluitar a favor de Magó el Samnita durant la Segona Guerra Púnica i li va lliurar el procònsol Tiberi Semproni Grac, amb la promesa que els lucans serien alliberats i mantindrien la seva pròpia constitució.[10][11][12]
- Quintus Flavius, un àugur qui, segons Valeri Màxim, va ser acusat per l'edil Gaius Valerius (potser el mateix que era edil curul el 199 aC). Quan catorze tribus ja havien votat en contra de Flavius, però ell insistia que era innocent, Gaius Valerius va declarar que tant li feia si era culpable o innocent, doncs ja havia aconseguit el càstig que volia, llavors la gent indignada van demanar l'absolució de Flavius.[13][14]
- Quintus Flavius, de Tarquínia, assassí d'un esclau anomenat Panurgus, el qual pertanyia a Gaius Fannius Chaereas i del qui es diu que havia rebut classes d'interpretació del famós actor Quintus Roscius.[15]
- Lucius Flavius, un eques, que va declarar en el judici contra Verres l'any 70 aC. Probablement va viure a Sicília i es dedicava a transaccions comercials. Podria ser el mateix Lucius Flavius esmentat com a procurador de Sicília, que era el secretari de Gaius Matrinius.[16]
- Gaius Flavius, germà de Lucius i també un eques, el qual va ser recomanat per Ciceró a Manius Acilius l'any 46 aC, pretor de Sicília, per ser amic íntim del cunyat de Ciceró, Gaius Calpurnius Piso.[17]
- Gaius Flavius Pusio, mencionat per Ciceró com un dels equites que es van oposar al tribú Marcus Drusus.[18]
- Lucius Flavius, pretor el 58 aC, del partit de Gneu Pompeu Magne. També era amic de Ciceró i de Juli Cèsar, i podria ser el mateix Flavius al qui Cèsar va confiar la legió de la província de Sicília el 49 aC.[19][20][21]
- Gaius Flavius, un eques procedent d'Asta, una colònia romana d'Hispània. Ell i altres equites del partit de Pompeu, es van girar contra Juli Cèsar el 45 aC. No és clar si es tracta del mateix Gaius Flavius esmentat entre els enemics d'Octavi, que va ser sentenciat a mort l'any 40 aC, després de la presa de Perusia.[22][23]
- Gaius Flavius, un amic de Marc Juni Brut, al qual va acompanyar en el seu viatge a Filipos amb el càrrec de praefectus fabrum. Flavius va morir en la batalla de Filipos i Brut va lamentar-se molt per la seva pèrdua.[24][25][26]
- Flavius Gallus, tribú de l'exèrcit sota les ordres de Marc Antoni en la malaurada campanya contra els parts el 36 aC. Durant la retirada d'Antoni, Gallus va fer un agosarat atac en solitari que li va costar la vida.[27]

### Flavii Fimbriae
- Gaius Flavius Fimbria, pare del cònsol del 104 aC.
- Gaius Flavius C. f. Fimbria, cònsol del 104 aC, jutjat per extorsió. Es va aixecar en armes junt amb altres cònsols contra Saturninus l'any 100. Va ser un intel·ligent jurista i un poderós orador.
- Gaius Flavius C. f. C. n. Fimbria, un dels més violents del partit de Gai Mari durant la guerra civil contra Sul·la. Va ser enviat a Àsia com a llegat del cònsol Luci Valeri Flac, allà va iniciar un motí, va matar Flaccus l'any 85 i va assumir el comandament de les tropes contra Sul·la. Va sotmetre amb gran violència gran part d'Àsia, però va morir a mans dels seus homes quan es van negar a lluitar directament contra Sul·la l'any 84.[28]
- Flavius C. f. C. n. Fimbria, germà de l'anterior, legat de Gai Norbà en la guerra contra Sul·la, el 82 aC. Ell i altres militars del partit de Carbó van ser convidats a un banquet a casa de Publius Tullius Albinovanus i llavors van ser assassinats.[29]

### Flavii Sabini

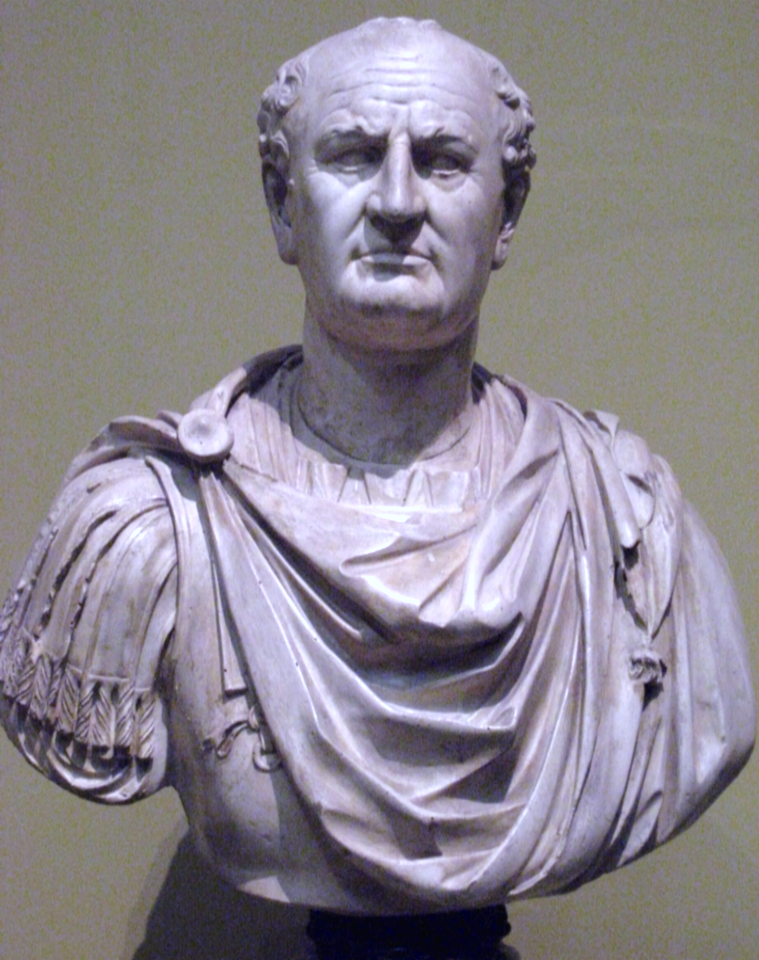
L'emperador Vespasià, escultura del museu Puixkin

- Titus Flavius Petro, avi de l'emperador Vespasià, nadiu de Reate, centurió en l'exèrcit de Gneu Pompeu Magne en la batalla de Farsàlia l'any 48 aC.[30]
- Titus Flavius T. f. Sabinus, pare de Vespasià. Va ser un dels recaptadors de l'impost sobre les terres de conreu a la secció quadragesima d'Àsia i va adquirir fama de just en el seu treball fins al punt que li van erigir estàtues en algunes ciutats amb la inscripció, καλως τελωνησαντι («benvingut honest recaptador»). Més endavant es va establir com a banquer entre els helvetii, on hi va morir.[30]
- Tit Flavius T. F. T. N. Sabinus, germà gran de Vespasià. Va ser cònsol suffectus l'any 52 i praefectus urbi durant bona part del govern de Neró. L'emperador Vitel·li li va oferir rendir l'imperi a les seves mans fins a l'arribada de Vespasià, però els soldats de tots dos s'hi van negar a aquest acord i Sabinus va ser mort per les tropes de Vitel·li, malgrat els esforços de l'emperador per salvar-lo.[31]

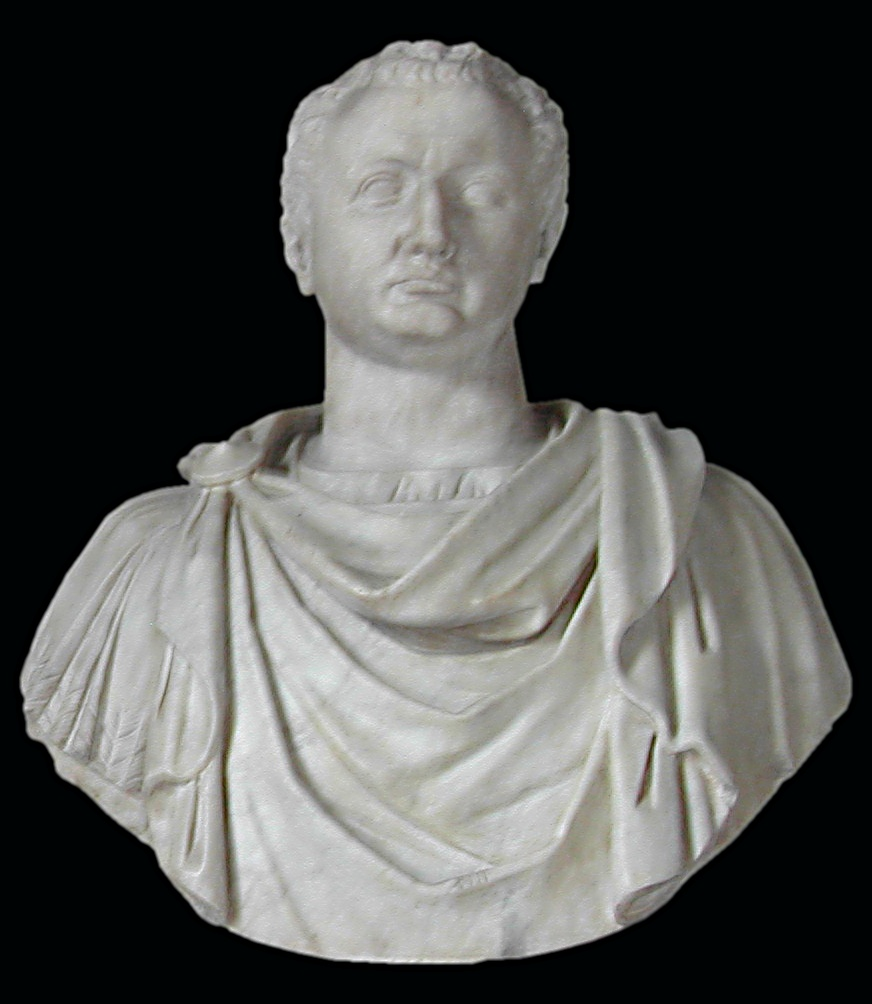
emperador Tit, escultura als museus capitolins

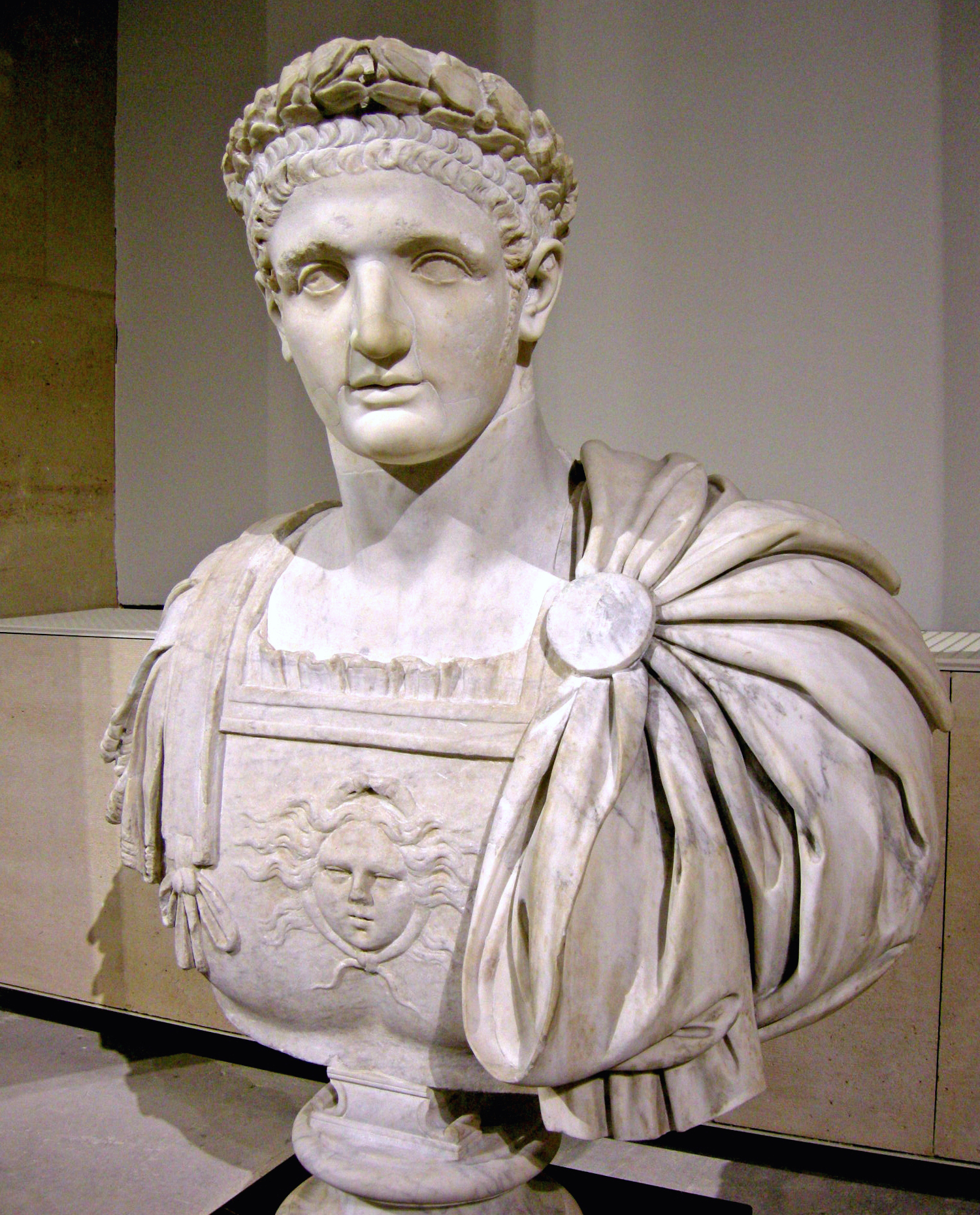
emperador Domicià, escultura al museu del Louvre

- Titus Flavius T. f. T. n. Sabinus Vespasianus, emperador del 69 al 79, i anteriorment consul suffectus l'any 51, procònsol a Àfrica i a Judea en temps de Neró.[32]
- Flàvia Domicil·la (esposa de Vespasià).[33]
- Titus Flavius (T. F. T. N.) Sabinus, cònsol suffectus l'any 69, probablement nebot de l'emperador Vespasià. Va ser un dels generals triats per l'emperador Marc Salvi Otó per fer front a Vitel·li, però després de la mort d'Otó, es va sotmetre al conqueridor i va permetre que les seves tropes al nord d'Itàlia se sotmetessin a Vitel·li.[34]
- Titus Flavius T. f. T. n. Sabinus, fill del cònsol del 52 i nebot de Vespasià, va ser cònsol amb el seu cosí l'emperador Domicià l'any 82, però després l'emperador el va matar amb l'excusa que un herald s'havia confós dient-li "emperador" en lloc de "cònsol".[35][36][37]
- Titus Flavius T. f. T. n. Clemens, fill del cònsol del 52 i nebot de Vespasià, va ser cònsol amb el seu cosí, l'emperador Domicià, l'any 95. L'emperador tenia intenció que els fills de Clemens el succeïssin, però va matar el seu cosí durant el seu govern com a cònsol, segons Cassi Dió acusat d'ateisme, fet que implica que segurament s'havia convertit al cristianisme.[38][39]

- Titus Flavius T. f. T. n. Sabinus Vespasianus, més conegut com a emperador Tit del 79 al 81.
- Titus Flavius T. f. T. n. Domitianus, més conegut com a emperador Domicià del 81 al 96.
- Flavia Domitilla, filla de Vespasià, coneguda com a Domitil·la la jove.
- Júlia Flàvia, filla de l'emperador Tit. Es va casar amb el seu cosí Titus Flavius Sabinus, cònsol el 82. Va morir assassinada pel seu oncle, l'emperador Domicià, acusada de prostitució.
- Flavia Domitilla, filla de Domitil·la la jove, e va casar amb el seu cosí Titus Flavius Clemens, cònsol el 95. Es va exiliar després de l'assassinat del seu marit. És venerada com a santa per diverses confessions cristianes i té un lloc de respecte en el judaisme.

### Flavii Titiani
- Titus Flavius Titianus, governador d'Egipte entre el 126 i el 133.
- Titus Flavius Titianus, governador d'Egipte entre el 164 i el 167.
- Titus Flavius Sulpicianus, cònsol suffectus el 170 i procònsol d'Àsia el 186. La seva filla, Flavia Titiana, es va casar amb el futur emperador Pèrtinax. Sulpicianus va servir com a praefectus urbi durant els governs de Pèrtinax i de Didi Julià. Septimi Sever el va condemnar a mort el 197.
- Titus Flavius Titianus, cònsol suffectus vers l'any 200. Probablement és el mateix Titus Flavius Titianus que va ser procurador a Alexandria en temps de Caracal·la i que va ser condemnat a mort per Theocritus vers el 216.[40]
- Flàvia Titiana, esposa de l'emperador Pèrtinax.[41]
- Titus Flavius Postumius Titianus, cònsol el 301.[42]

### Dinastia de Constantí
- Constantius Chlorus, qui va canviar el seu nom per Marcus Flavius Valerius Constantius, en ser adoptat com a successor, va ser emperador amb Galeri del 305 al 306, i el pare de Constantí el Gran.
- Flavia Julia Helena, la primera esposa de Constantius Chlorus, mare de l'emperador Constantí.
- Flàvia Maximiana Teodora, probablement la filla d'Afranius Hannibalianus i filla adoptiva de Maximià. Va ser la segona esposa de Constantius Chlorus.[43]

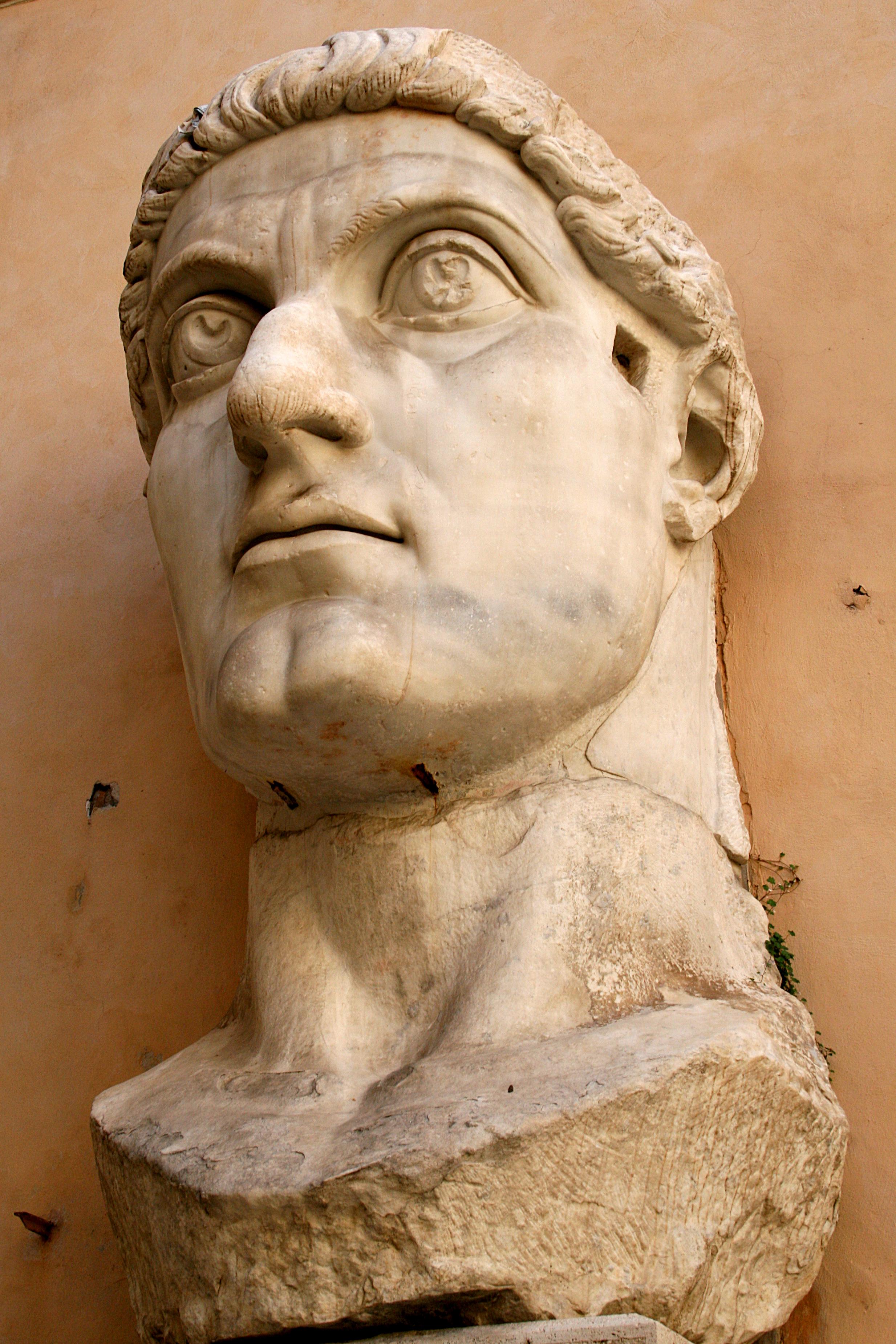
Constantí el Gran, escultura als museus capitolins.

- Flavius Valerius Aurelius Constantinus, conegut com a Constantí el Gran, emperador amb Galeri i Licini I del 306 al 337.
- Julius Constantius, primogènit de Constantius Chlorus i Theodora, germà de Constantí el Gran. Va ser nomenat cònsol el 335, però assassinat després de la mort de l'emperador el 337. Els seus fills, Constantius Gallus i Julian, van ser separats i van ser nomenats hereus pel seu cosí Constantius II, que s'havia casat amb la seva germana.
- Flavius Dalmatius, fill de Constantius Chlorus i de Theodora, germà de Constantí el Gran. Va ser censor el 333, però va morir assassinat després de la mort de Constantí.
- Flavius Hannibalianus, fill de Constantius Chlorus i de Theodora, se li va concedir el títol de Nobilissimus, però va morir en la massacre dels Flavis que va seguir la mort de Constantí.
- Flavia Julia Constantia, filla de Constantius Chlorus i de Theodora, germana de Constantí, es va casar amb l'emperador Licini I.
- Anastasia, filla de Constantius Chlorus i de Theodora, germana de Constantí. Es va casar amb el senador Bassianus, però la van sentenciar a mort el 316 per conspirar contra l'emperador.
- Eutropia, filla de Constantius Chlorus i de Theodora, germana de Constantí. Es va casar amb Virius Nepotianus, fou la mare de Nepotianus, amb el que va ser condemnada a morir per una revolta fallida contra Magnentius el 350.
- Fausta Flavia Maxima, filla de Maximià i segona esposa de Constantí. Condemnada a mort el 326, poc després de l'execució del seu fillastre, Crispus. El motiu no és clar, però van circular rumors d'una relació amorosa entre l'emperadriu i el seu fillastre i el d'una falsa acusació de Crispus contra la seva madrastra.[44][45]
- Flavius Julius Crispus, fill de Constantí, va lluitar a la guerra contra Licinius i va morir en circumstàncies poc clares el 326.

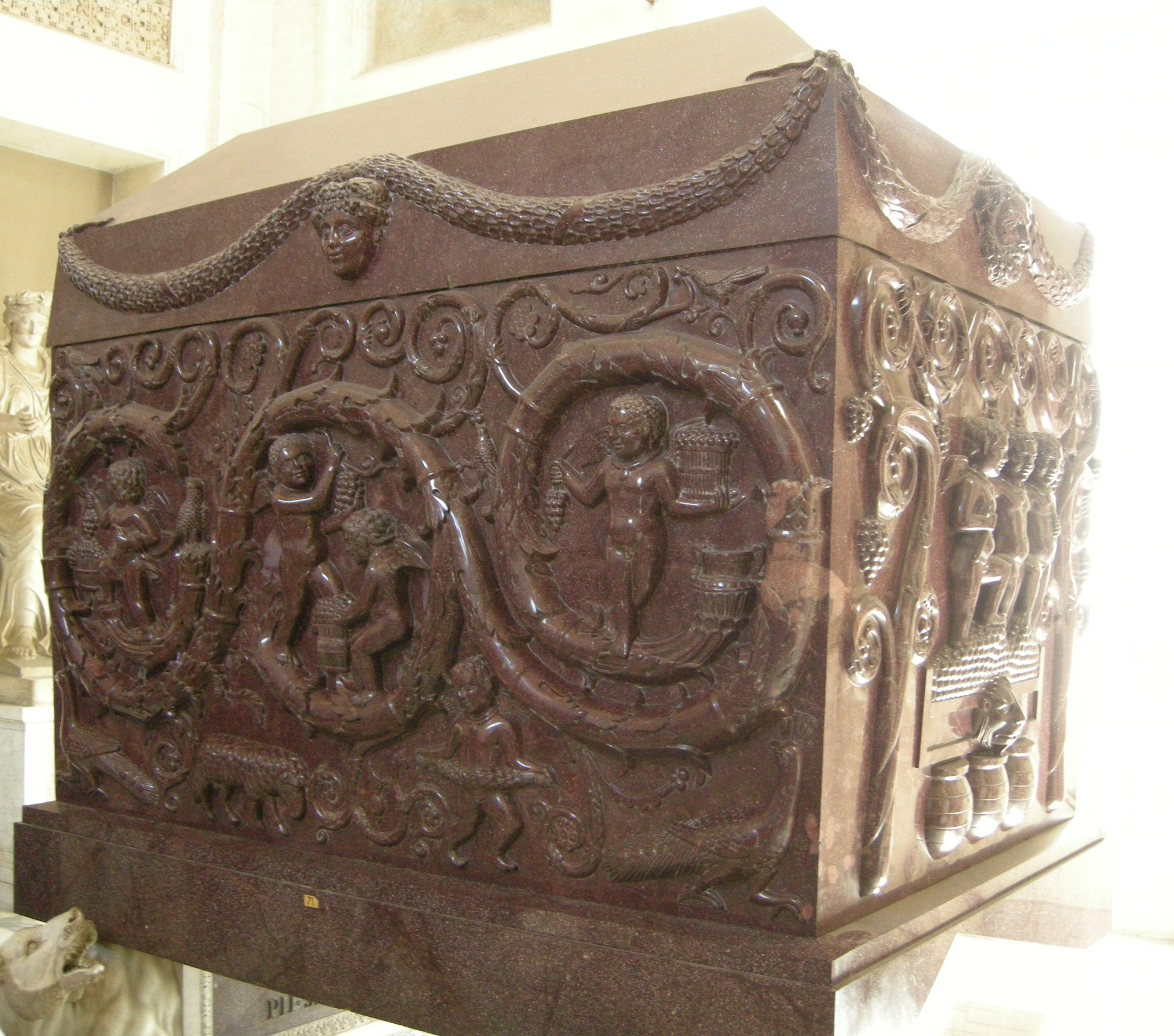
Sarcòfag de Constantina, als Museus vaticans

- Constantina, la filla gran de Constantí i de Fausta, es va casar amb el seu cosí Hannibalianus, i van morir junts en la purga dinàstica.[46]
- Helena, la filla menor de Constantí i de Fausta, es va casar amb el seu cosí Julià, el futur emperador. La parella no va tenir fills, tots els embarassos d'Helena van acabar en avortament, de què els rumors culpaven l'emperadriu Eusèbia.[47]
- Flavius Claudius Constantinus, fill de Constantí i emperador amb els seus germans Constantius i Constans entre els anys 337 i 340.
- Flavius Julius Constantius, fill de Constantí i emperador amb els seus germans Constantinus i Constans del 337 al 361.

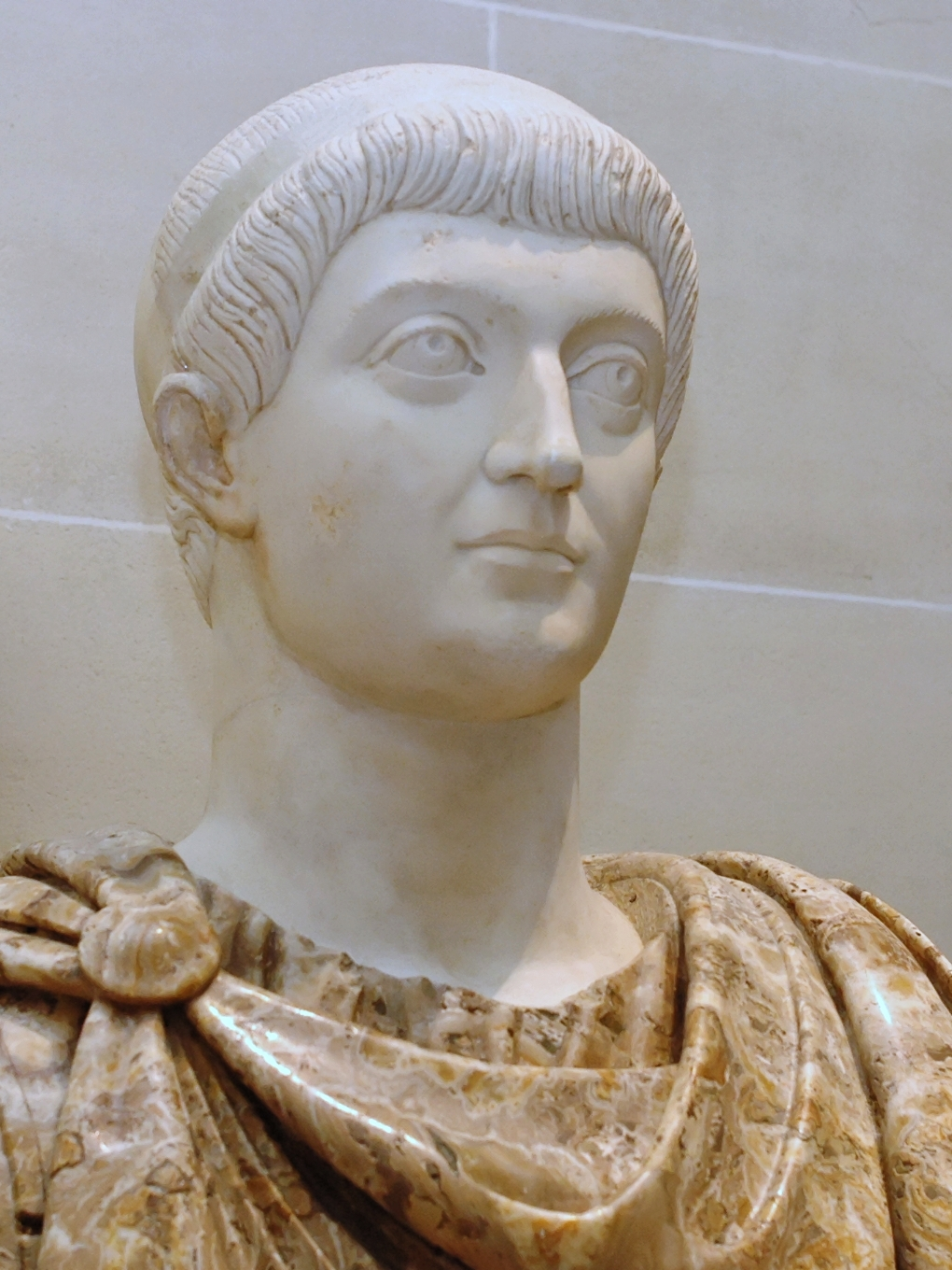
Flavius Julius Constans (Flavi Juli Constant)

- Flavius Julius Constans, fill de Constantí i emperador amb els seus germans Constantinus i Constantius del 337 al 350.
- Flavius Claudius Constantius Gallus, fill de Julius Constantius i net de l'emperador Constantius Chlorus. Va ser nomenat Cèsar pel seu cosí Constantius II, després de la mort de Constans el 350. Va ser cònsol del 352 al 354, però es va sospitar que volia assumir la dignitat d'emperador en solitari i va ser sentenciat a mort.

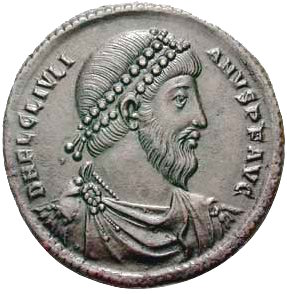
Julià l'apòstata

- Flavius Claudius Julianus, era fill de Julius Constantius, conegut com a Julià l'apòstata, emperador del 360 al 366.
- Flavius Dalmatius, fill de Dalmatius el censor i nebot de Constantí. Va ser proclamat Cèsar el 335, però el van assassinar els seus soldats després de la mort de Constantí el 337.
- Flavius Claudius Hannibalianus, fill de Dalmatius el censor i nebot de Constantí, qui probablement va intentar substituir-lo en la campanya contra l'Imperi Sassànida, però Hannibalianus va morir com a resultes de la revolta que va haver a la mort de l'emperador el 337.[48]
- Flavius Popillius Nepotianus, fill d'Eutròpia i nebot de Constantí, l'any 350 es va revoltar contra Magnentius, però va ser fàcilment derrotat, ja que els seus seguidors eren ciutadans sense entrenament i uns pocs gladiadors. Nepotianus i la seva mare van ser sentenciats a mort.[49]
- Flavia Maxima Constantia, filla de Constantí II i esposa de l'emperador Flavi Gracià.
- Anastasia, filla d'Hannibalianus i Constantina.

### Altres
- Flavius Scaevinus, un senador de vida dissoluta, que va participar en la conspiració de Pisó contra Neró. Va ser a través de Milichus, el llibert de Scaevinus, que es va descobrir la conspiració. Milichus va ser recompensat per l'emperador i Scaevinus condemnat a mort.[50]
- Subrius Flavus, escrit també Flavius en alguns manuscrits, tribú de la Guàrdia Pretoriana, va participar en la conspiració contra Neró i, en descobrir-se, va ser condemnat a mort.[51]
- Lucius Flavius Silva Nonius Bassus, cònsol l'any 81. Va ser governador de Judea del 73 al 81, i va estar encarregat del setge de Massada, que va ser guanyat el 74.
- Titus Flavius Josephus, historiador d'origen jueu, capturat pel futur Vespasià després del setge de Iotapata, el qual li va salvar la vida i el va protegir. També va tenir el favor dels emperadors Tit i Domicià, va adoptar el nom romà de Titus Flavius en honor dels seus patrons.[52]
- Titus Flavius Hyrcanus, el tercer fill de Josephus.[53]
- Titus Flavius Justus, el quart fill de Josephus.[53]
- Titus Flavius Simonides Agrippa, el cinquè fill de Josephus.[53]
- Lucius Flavius Arrianus, D'origen grec, va obtenir la ciutadania romana i el dret a ocupar alts càrrecs amb l'emperador Hadrià l'any 124, del qui va adoptar el nom de Lucius Flavius. Va ser cònsol l'any 146.[54]
- Titus Flavius Clemens, també conegut com a Clement d'Alexandria, un dels pares de l'església. Podria ser nascut a Atenes. Es desconeix la seva relació amb els altres Flavii, o amb un altre Titus Flavius Clemens, el cònsol del 95, qui podria ser un nou convers al cristianisme Es creu que els seus pares devien ser pagans. Donat el gran nombre de persones que van adoptar el nomen Flavius durant aquest període, el seu nom podria no ser de la gens.[55]
- Flavius Caper, gramàtic romà.
- Flavius Calvisius, sembla que el mateix Gaius Calvisius Statianus que va ser governador d'Egipte en temps de Marc Aureli. Va participar en la revolta d'Avidius Cassius, però per indulgència de l'emperador només fou castigat a la reclusió dins d'una illa.[56]
- Flavius Heracleo, comandant de les tropes romanes a Mesopotàmia en temps de l'emperador Alexandre Sever, morí assassinat pels seus propis soldats.[57]
- Flavius Maternianus, Praefectus urbi en temps de Caracal·la, condemnat a mort per Macrinus,l'ay 217.[58][59]
- Flavius Philostratus, autor de la biografia d'Apol·loni de Tíana, és esmentat amb el nom de Flavius per Tzetzes en Βιος Σοφιστων (Vides dels sofistes).
- Flavius Scribonianus, noble romà, senador i cònsol encarregat dels jocs olímpics. Es va trobar el seu nom en una inscripció d'un disc del segle iii a Olímpia.
- Flavius Vopiscus de Siracusa, un dels sis escriptors de la Història Augusta.
- Flavia, també coneguda com a Santa Flàvia, venerada juntament amb Plàcid, el seu germà, i altres màrtirs que va morir durant les persecucions de Dioclecià.
- Flavius Eusebius, cònsol l'any 337. Pare d'Eusebius i d'Hypatius que foren cònsols el 359, i probablement pare de l'emperadriu Eusèbia, esposa de Constantí II.
- Flavius Eusebius, cònsol el 359, ell i el seu germà Hypatius van ser acusats falsament de traïdoria l'any 371.[60]
- Flavius Hypatius, cònsol el 359, juntament amb el seu germà Eusebius. També fou prefecte retoria d'Itàlia i d'Il·líria del 382 al 383.[61]
- Flavia Aurelia Eusebia, esposa de l'emperador Constantí II.
- Flavius Martinus, fou vicarius, administrador de Britànnia a mitjan segle iv.
- Flavius Dexter, fill de Pacià de Barcino, fou prefecte pretorià i defenso del cristianisme. Contemporani de Jeroni d'Estridó, qui li va dedicar el llibre "De Viris Illustribus".
- Flavius Mallius Theodorus, cònsol l'any 39, contemporani de sant Agustí qui li va dedicar el llibre "De Vita Beata".
- Flavius Avianus, autor d'una col·lecció de quaranta-dues faules en versos elegíacs dedicades a un tal Theodosius.
- Flavius Stilicho, general dels emperadors Theodosi i Honori; va ser derrotat per Alaric I, rei dels visigots.[62]
- Flavius Felix, cònsol el 428 i figura influent en temps de Valentinià III i Teodosi II. L'any 430 ell i la seva esposa van ser acusats de conspirar contra Aeci i condemnats a mort.[63]
- Flavius Aëtius, general romà dels exèrcits de l'emperador Valentinià III. Va derrotar Clodió, rei dels francs i amb l'ajut de Teodoric I de Tolosa, rei dels visigots, va derrotar Àtila l'any 451 (Batalla dels Camps Catalàunics). Fou cònsol els anys 432, 437 i 446, però el 454 l'emperador el va matar per enveja.
- Flavius Felix, un africà autor de cinc poemes de l'Antologia llatina.
- Flavius Belisarius, general romà d'Orient de l'emperador Justinià; va reconquerir gran art de l'imperi occidental i fou consul sine collega l'any 535.

### Els darrers emperadors
- Flavius Magnus Magnentius, un usurpador que es va revoltar contra l'emperador Constant i fou proclamat emperador el 350. Va ser derrotat per Constanci II el 353 i llavors es va suïcidar.[64]
- Flavius Jovianus, emperador del 363 al 364.[65]
- Flavius Valentinianus, emperador del 364 al 375. Va associar el seu germà Valent al govern de l'imperi, confiant-li les províncies d'orient.
- Flavius Julius Valens, germà de Valentinià I, emperador de les províncies d'orient des del 364 al 378.
- Flavius Gratianus, primogènit de Valentinià I, emperador d'orient.
- Flavius Valentinianus, germà menor de Valentinià I, emperador d'orient amb el seu germà del 375 al 383, amb Magnus Maximus del 383 al 388, i després en solitari fins a la seva mort el 392.
- Flavius Theodosius, o Teodosi el Gran, emperador d'orient del 379 al 392 i en solitari del 392 al 395.
- Flavius Clemens Magnus Maximus, comandant de l'exèrcit romà a Britànnia, va reclamar el tron de l'imperi oriental a la mort de Gracià i fou reconegut coemperador juntament amb Valentinià II fins a ser derrotat per Teodosi l'any 388.
- Flavius Victor, fill de Magnus Maximus, qui el va associar al govern l'any 384. Teodosi el va condemnar a mort després de derrotar el seu pare l'any 388.
- Flavius Eugenius, elevat pel general Arbogast a l'imperi d'occident després de la mort de Valentinià II el 392; però va ser derrotat i mort per Teodosi el 394.

#### Emperadors d'Occident
- Flavius Honorius, el fill menor de Teodosi; emperador d'occident del 395 al 423.
- Flavius Constantius, cunyat d'Honori, qui e va proclamar coemperador el 421, però va morir inesperadament el mateix any.
- Flavius Valentinianus, o Valentinià III, ill de Constanci III; emperador d'occ del 425 al 455.
- Flavius Anicius Petronius Maximus, emperador el 455.
- Marcus Maecilius Flavius Eparchius Avitus, emperador del 455 al 457.
- Flavius Julius Valerius Majorianus, emperador del 457 al 461.
- Flavius Libius Severus, emperador del 461 al 465.
- Flavius Glycerius, nebot de Lleó I el Traci, emperador del 473 al 474 i bisbe.
- Flavius Romulus Augustus, l'últim emperador d'occident, del 475 al 476.

#### Emperadors d'Orient
- Flavius Arcadius, primogènit de Teodosi; emperador d'orient del 395 al 408.
- Flavius Theodosius, o Theodosi II, fill d'Arcadi i emperador d'orient el 408 al 450.
- Flavius Marcianus, emperador d'orient del 450 al 457.
- Flavius Valerius Leo, o Lleó I, emperador d'orient del 457 al 474.
- Flavius Leo, net de Lleó I, noment emperador a l'edat de sis anys a la mort del seu avi el 474 i va morir el mateix any.
- Flavius Zeno, gendre de Lleó I i pare de Lleó II; emperador d'orient del 474 al 491.
- Flavius Basiliscus, cunyat de Lleó I, usurpador del tron d'orient durant una revolta contra Zenó; fou emperador del 475 al 476.
- Flavius Anastasius, emperador del 491 al 518.
- Flavius Justinus, emperador del 518 al 527.
- Flavius Petrus Sabbatius Justinianus, o Justinià I, nebot de Justí I i emperador del 527 al 565.
- Flavius Justinus, nebot de Justinià, emperador del 565 al 574.
- Flavius Tiberius Constantinus, emperador del 574 al 582.
- Flavius Mauricius Tiberius, emperador del 582 al 602.
- Flavius Phocas, emperador del 602 al 610.
- Flavius Heraclius, emperador del 610 al 641.

## Legions flàvies
Algunes legions romanes van portar el nom Flavia, per haver sigut reclutades per emperadors Flavis:
- Legió IV Flavia Felix
- Legió XVI Flavia Firma
- Legió I Flavia Constantia
- Legió I Flavia Gallicana Constantia
- Legió I Flavia Martis
- Legió I Flavia Pacis
- Legió I Flavia Theodosiana
- Legió II Flavia Constantia
- Legió II Flavia Virtutis
- Legió III Flavia Salutis
- Legió XVI Flavia Firma

## Personatges Flavis de ficció
- El personatge Flavius en l'obra de Shakespeare, Juli Cèsar, està basat en Lucius Caesetius Flavus, un membre de la gens Caesetia.